# Liberty (Caroline du Sud)
Pour les articles homonymes, voir Liberty.
Liberty est une ville située dans le comté de Pickens, dans l’État de Caroline du Sud, aux États-Unis. Lors du recensement de 2020, elle comptait 3 366 habitants.